# Кавило
Кавило (серб. Кавило) — село в Сербії, належить до общини Бачка-Топола Північно-Бацького округу в багатоетнічному, автономному краю Воєводина.

## Населення
Населення села становить 240 особи (2002, перепис), з них:
- мадяри — 215 — 92,27%;
- серби — 83 — 0,85%;

Решту жителів  — з різних етносів, зокрема: хорвати, югослави, бунєвці і кілька русинів-українців.